# Fundación Universitaria María Cano
La Fundación Universitaria María Cano es una institución de educación superior colombiana de carácter privado, creada en el año de 1987 en la ciudad de Medellín (Antioquia). Su nombre fue inspirado por la Flor del Trabajo, María de los Ángeles Cano Márquez, considerada como la primera mujer líder política en Colombia.
A 2022, la Institución cuenta con tres facultades y ofrece programas de formación en pregrado, posgrado, educación para el trabajo y desarrollo humano, así como formación continua. Además, dispone fuera de Medellín, de sedes en las ciudades de Cali (Valle del Cauca), Neiva (Huila) y Popayán (Cauca). Cuenta con registro calificado del ICFES y código SNIES del Ministerio de Educación de Colombia en todos sus programas académicos, y como institución de educación superior está sujeta a inspección y vigilancia de dicho Ministerio por medio de la leyes 1740 de 2014 y 30 de 1992.
Tiene también una institución de salud de primer nivel de complejidad, denominada IPS Fundación Universitaria María Cano, donde se realizan prácticas académicas y se atiende a la población en general.

## Historia
La María Cano comienza en el año 1987 con el programa de Fonoaudiología, luego, el de Terapia Ocupacional, en 1988. En 1992, se aprueba el programa de Fisioterapia el cual inicia labores académicas en 1993. Asimismo, más allá del impacto local y regional que se tenía con la oferta de los programas en 1995, la Institución decide hacer presencia en los contextos nacionales con el programa de Fisioterapia, iniciando la oferta académica en las ciudades de Popayán, Cali y Neiva.

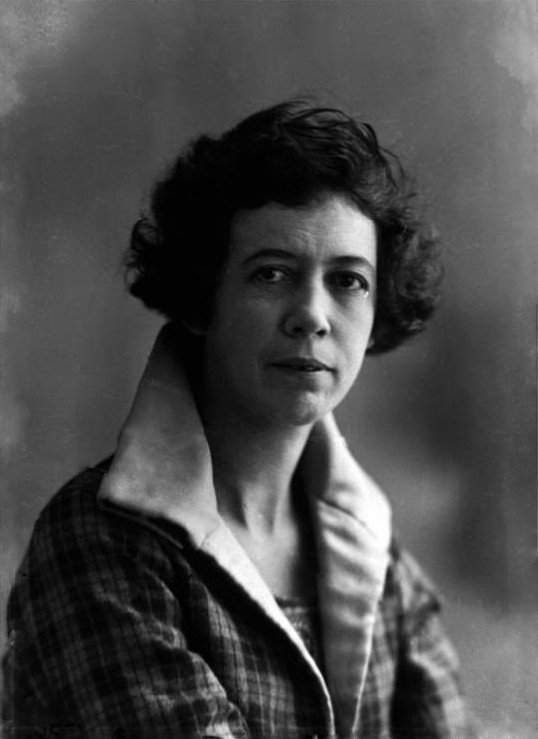
María de los Ángeles Cano Márquez, primera mujer líder política en Colombia, de quien la institución toma su nombre.

A mediados de la década de los noventa, la Institución empieza a ampliar sus áreas de formación y a expandir sus horizontes en los ámbitos local y nacional. En 1995 se aprueba la creación de los programas de Ingeniería de Sistemas, Negocios Internacionales y Psicología. En 1998 comenzaron a ofrecerse los programas de Contaduría Pública y Administración de Empresas. Y, en ese mismo año, se inauguró la nueva sede en la que funcionaría en adelante la Institución. Asimismo, en 1996, se aprobó la creación del Centro de Formación Avanzada, con el propósito de ofrecer programas de educación postgraduada y de formación continua que contribuyen a la cualificación profesional de los colombianos. En el 2002, la Institución decide aprobar la estructura de programas en facultades, creando las de Ciencias de la Salud, Ciencias Empresariales e Ingeniería.
En abril de 2003, se realiza la solicitud ante la Dirección Departamental de Salud de Antioquia, DDSA, para la habilitación como Institución Prestadora de Servicios de Salud (IPS) de segundo nivel de complejidad. Una vez realizadas las visitas de verificación de cumplimientos de requisitos, se recibe la autorización para ofertar los servicios de fonoaudiología, fisioterapia, psicología clínica y medicina general. La IPS tiene como propósito realizar proyección social, desarrollando programas de promoción, prevención, evaluación, diagnóstico y rehabilitación en el sector salud y educativo, orientando sus servicios a mejorar la calidad de vida de los usuarios.
En el año 2011 se amplió la oferta aprobándose la creación de los programas de Tecnología en Electromedicina, programa Tecnología en Robótica y Automatización y en el 2014, se oferta el programa de Ingeniería de Software. En esta misma línea, en el año 2011, se empezaron a ofertar programas de maestría mediante convenio con la Universidad Metropolitana de Educación, Ciencia y Tecnología, UMECIT, de Panamá, con la Maestría en Administración y Planificación Educativa.
En el año 2017 la Fundación Universitaria María Cano presentó el Plan de Desarrollo 2017 - 2026 "Construyendo Futuro" que cuenta con tres líneas estratégicas: Calidad Académica, Relación con el Entorno y Gestión Institucional, que está enfocado en consolidar el trabajo académico e investigativo, la consolidación de las sedes y de la plataforma virtual, la cualificación docente, el aumento en la oferta académica de pregrado, posgrado y formación continua, así como en la organización de la infraestructura física a nivel nacional. Para 2022 se crea el programa de Terapia Ocupacional en la ciudad de Medellín.  
En el año 2023 la sede Medellín comienza un importante proyecto de crecimiento de sus espacios académicos y administrativos en el centro de la capital antioqueña, proyecto que tendrá una duración hasta mayo de 2025, según la información brindada por la rectoría de la Institución. Este mismo año recibe la Acreditación en Alta Calidad para los programas de Fisioterapia en las sedes Medellín, Cali y Popayán; Psicología en la sede Medellín, así como para el programa de Administración de Empresas (presencial) en la sede Medellín. En el mismo año el Ministerio de Educación Nacional otorga registros calificados para los programas de Nutrición y Dietética en las sedes Medellín y Popayán, así como para el programa de Psicología en la modalidad virtual. En el año 2024 se creó el programa Tecnología en Implementación de Soluciones Digitales y se recibió la Acreditación para los programas de Fonoaudiología Medellín y Fisioterapia Neiva por parte del Ministerio de Educación de Colombia.     

## Organización

### Estructura de gobierno

Organigrama de la Fundación Universitaria María Cano.

El gobierno de la Fundación Universitaria María Cano está constituido principalmente por la Asamblea General como órgano máximo de la Institución, por el Consejo Superior como máximo órgano administrativo y por el Rector, primera autoridad ejecutiva de la Institución. 
- Asamblea general: es el órgano máximo de la Institución y está integrada por los miembros fundadores, y en ausencia temporal o definitiva por los beneficiaros.[9]Entre algunas de sus funciones están fijar las políticas generales y las estrategias de desarrollo de la Institución; elegir cuatro (4) representantes entre sus miembros o sus delegados para integrar el Consejo Superior; reformar y aprobar los estatutos de la Institución; tutelar y responsabilizarse porque la Institución permanezca dentro de los principios filosóficos que inspiran su creación; aprobar el presupuesto anual de rentas y gastos de la Institución velando porque se ajuste a la ley y a los estatutos; vigilar que los recursos de la Institución sean empleados correctamente;[9] decretar la disolución y reglamentar la liquidación de la Institución en caso de que sea necesario, conforme a los estatutos vigentes y a las normas legales que regulen esta situación; velar porque la marcha de la Institución esté acorde con las disposiciones legales y sus propios estatutos; elegir al Rector de acuerdo con las normas estatutarias; elegir Revisor Fiscal con su respectivo suplente; aprobar los estados financieros; aprobar los planes de desarrollo de la Institución para su adopción; decidir sobre adquisición, enajenación o venta de bienes de la Institución; y todas las demás que le son propias, de acuerdo con los estatutos de la Institución.[9]

- Consejo superior: es el máximo órgano administrativo de la Institución. Está integrado por cuatro (4) representantes de los miembros fundadores o beneficiarios, un (1) representante de los miembros benefactores; estos últimos elegidos entre quienes tienen esta calidad. También lo integra un (1) representante de los profesores, uno (1) de los estudiantes, uno (1) de los egresados, uno (1) del sector empresarial y por el Rector que actuará con voz y sin voto. Actuará como secretario, el Secretario General de la Institución.[9]
Entre algunas de sus funciones están expedir su propio reglamento; elegir su propio presidente; dictar las normas reglamentarias para la correcta aplicación de los estatutos de la Institución en el orden académico, administrativo y financiero; dirigir la política académica y administrativa de la Institución y establecer las normas que aseguren su buen manejo; autorizar al Rector para celebrar todos los convenios o contratos con gobiernos o entidades colombianas o extranjeras; establecer la organización administrativa de la Institución creando o suprimiendo los cargos que sean necesarios;[9] aprobar, suspender o modificar los planes de enseñanza, formación o capacitación, perfeccionamiento avanzado o de posgrado, investigación, extensión y asesoría de acuerdo con las normas legales, previo estudio y recomendación del Consejo Académico o de comisiones ad hoc nombradas para tal efecto por el mismo Consejo Superior; preparar y presentar a la Asamblea General proyectos de reforma de estatutos; revisar el presupuesto preparado por el Rector y su equipo administrativo para ser presentando a la Asamblea General; elegir los representantes y delegados de la Institución ante los organismos nacionales e internacionales que considere conveniente a propuesta del Rector;[9] dar cumplimiento a los mandatos de la Asamblea General; actuar como tribunal de última instancia; ejercer las funciones que no están expresamente asignadas a la Asamblea General y otro organismo; reglamentar los requisitos para la expedición de los títulos que la Institución otorgue en concordancia con las normas vigentes sobre la materia; expedir los reglamentos estudiantil y docente, teniendo en cuenta las propuestas presentadas por el Consejo Académico; preparar los estados financieros que serán presentados a la Asamblea para su aprobación; preparar los planes de desarrollo que serán presentados a la asamblea para su aprobación; y las demás que le sean asignadas por los estatutos o la ley.[9]

- Consejo académico: es la máxima autoridad académica de la Institución. Está integrado por la rectoría, que lo preside; la vicerrectoría académica, que tendrá a cargo la secretaría; la vicerrectoría administrativa; la dirección de planeación, la jefatura de sistemas; los decanos de las facultades; la oficina de admisiones, registro y control académico; el centro de formación avanzada; el representante de los estudiantes; el representante de los egresados y el representante de los docentes.[9]
Entre algunas de sus funciones están conceptuar ante el Consejo Superior sobre la creación, modificación o supresión de unidades académicas; revisar y adoptar los programas docentes al tenor de las normas legales; definir las políticas y adoptar los programas de investigación que deba desarrollar la Institución; conceptuar en relación con el reglamento académico y los del personal docente y estudiantil; resolver las consultas que le formule el Rector; y las demás funciones que la Ley y el Estatuto General le asigne.[9]

- Rectoría: El rector es el representante legal y la primera autoridad ejecutiva de la Institución. Es responsable de la gestión académica y administrativa, y de adoptar las decisiones necesarias para el desarrollo y buen funcionamiento de la Institución, entre sus funciones están dirigir el accionar general de la Institución, trabajar por su crecimiento y disponer, o proponer a las instancias correspondientes, las acciones necesarias para lograr los objetivos institucionales, dirigir y fomentar las relaciones nacionales e internacionales de la Institución. El rector conforma y dirige la Rectoría, constituida además por: los vicerrectores académico, de extensión y proyección social, y el administrativo y financiero; así como el secretario general, el director de planeación y calidad y el jefe de comunicaciones.

### Rectores:[10]
- Ligia González Betancur: de agosto de 1987 hasta agosto de 1993
- Jairo Hernández Navas: de agosto de 1993 hasta marzo de 1995
- Próspero José Posada Myer: de marzo de 1995 hasta abril de 2016
- Hugo Alberto Valencia Porras: Desde el 1° de mayo de 2016

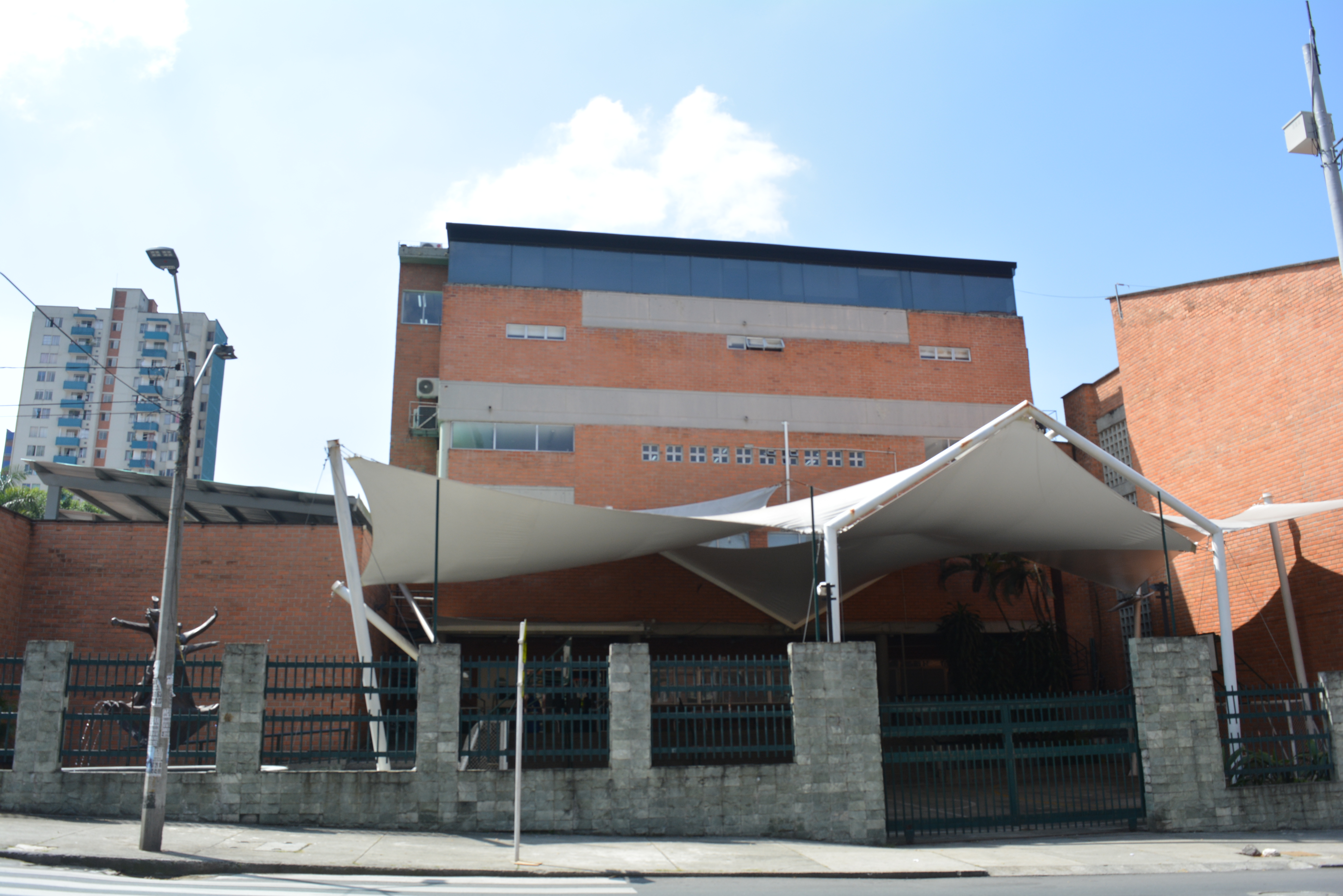
Sede de la Fundación Universitaria María Cano en Medellín.

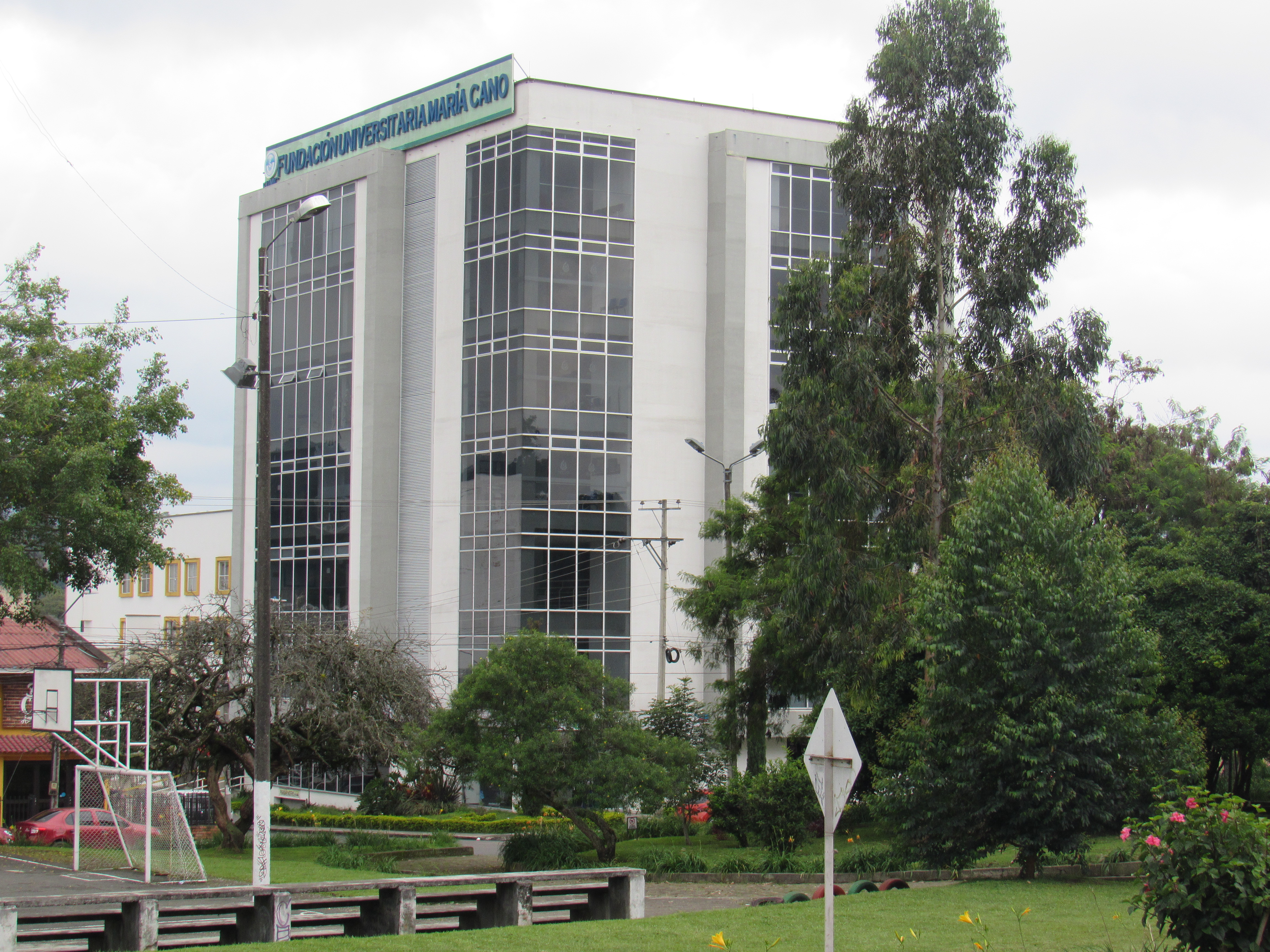
Sede de la Fundación Universitaria María Cano en Popayán.

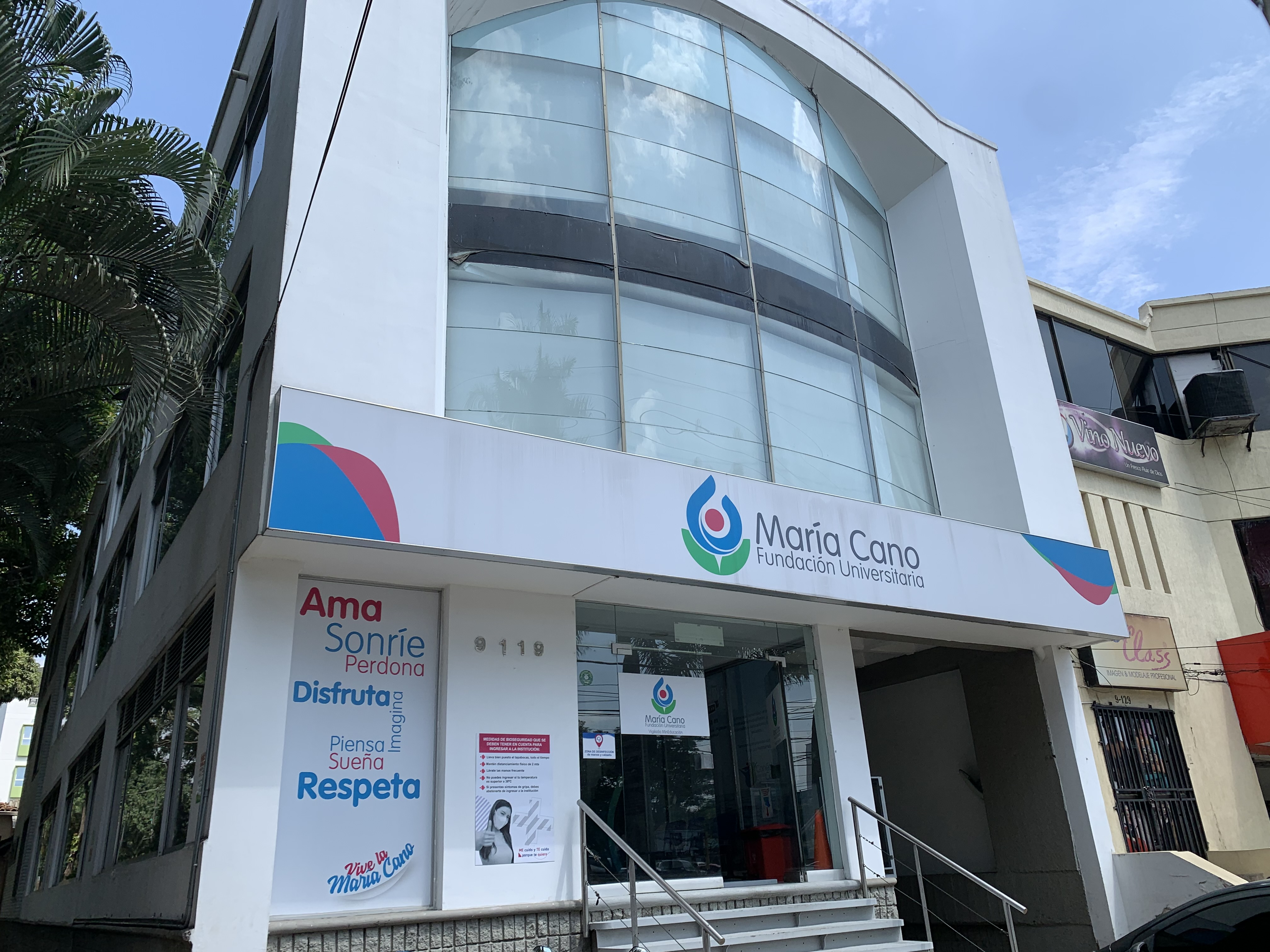
Sede de la Fundación Universitaria María Cano en Cali.

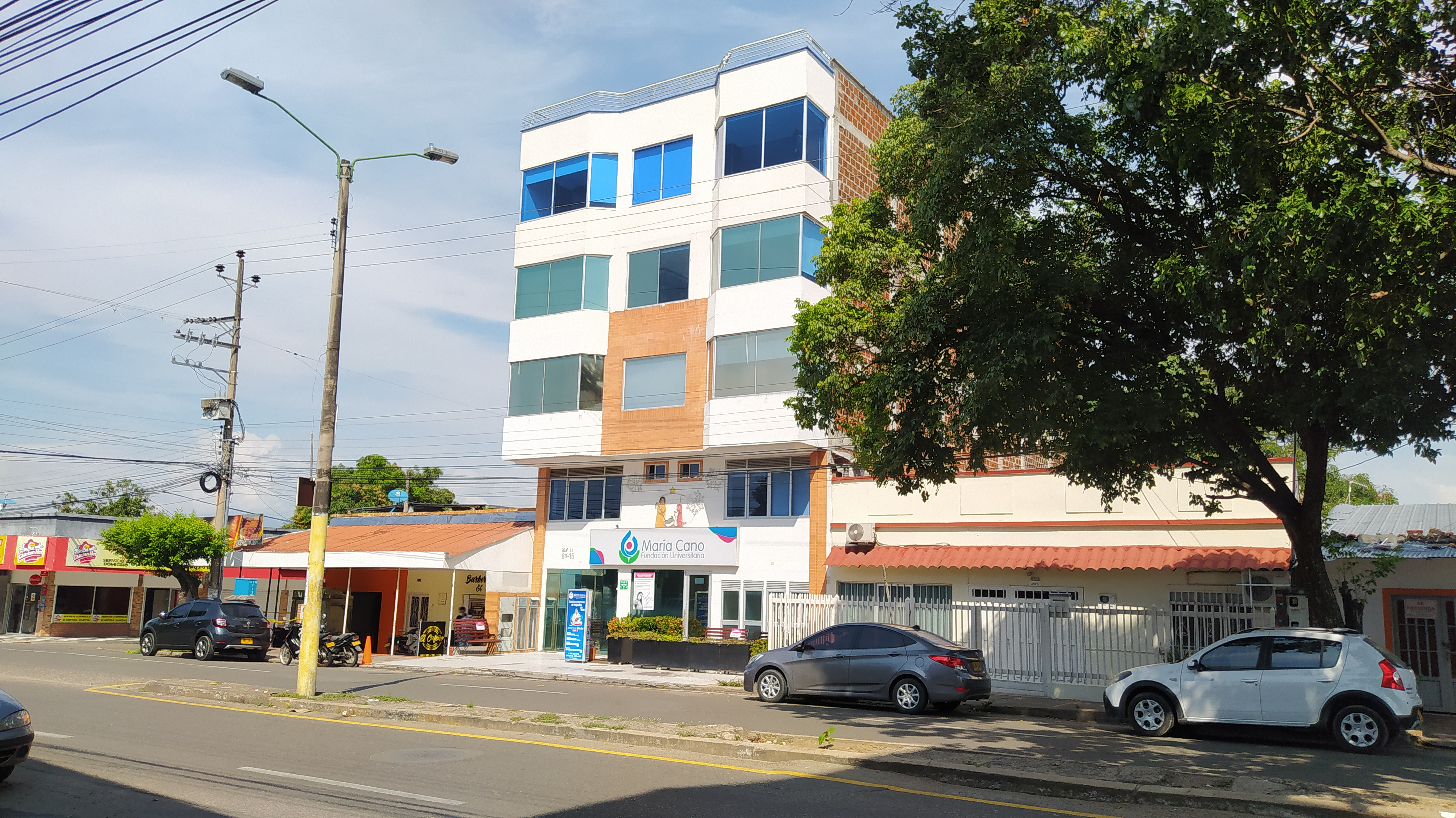
Sede de la Fundación Universitaria María Cano en Neiva.

### Estructura académica
La institución dispone de tres facultades, las cuales son: Facultad de Ciencias de la Salud, Facultad de Ciencias Empresariales y la Facultad de Ingeniería. Cada una cuenta con su Consejo de Facultad, el cual está conformado por su respectivo Decano, que lo preside, los directores de programa, un (1) representante de los profesores, un (1) representante de los egresados y un (1) representante de los estudiantes.
Entre algunas de sus funciones están dar apoyo y asesoría a las respectivas facultades en los asuntos que le competen a ésta, según lo previsto en los estatutos y reglamentos; proponer al Consejo Académico las modificaciones al plan de estudio, la distribución de áreas y el orden en que las asignaturas deben ser cursadas; evaluar permanentemente el microcurrículo y formular las recomendaciones pertinentes; resolver los problemas académicos que se presentan en la Facultad, cuyo estudio y solución no sea competencia de otras autoridades universitarias; participar en el estudio y aprobación de planes de investigación, asesoría y extensión de convenios o contratos; y cumplir con las demás funciones que legal, estatutaria o reglamentariamente le sean asignadas.
Acreditación en Alta Calidad: Fisioterapia en las sedes Medellín, Cali, Neiva y Popayán - Fonoaudiología en la sede Medellín - Psicología (presencial) Medellín - Administración de Empresas (presencial) Medellín

#### Programas de pregrado
Facultad de Ciencias de la Salud
- Fisioterapia: Medellín, Cali, Neiva y Popayán (presencial)
- Fonoaudiología: Medellín, Cali, Neiva y Popayán (presencial)
- Psicología: (presencial Medellín y virtual)
- Terapia Ocupacional: (presencial Medellín)
- Nutrición y Dietética: (presencial Medellín y Popayán)

Facultad de Ciencias Empresariales
- Administración de Empresas: Presencial en Medellín y virtual
- Contaduría Pública: Presencial en Medellín y virtual

Facultad de Ingeniería
- Ingeniería de Software: Presencial en Medellín y virtual
- Tecnología en Implementación de Soluciones Digitales: Presencial en Medellín y virtual

#### Programas de posgrado (especializaciones)
Los programas de posgrado de la María Cano son ofrecidos por el Centro de Formación Avanzada y Continua:
| Maestrías                                                  | Sede     | Modalidad            |
| ---------------------------------------------------------- | -------- | -------------------- |
| Maestría en Administración de Empresas                     | Medellín | Presencial - Virtual |
| Maestría en Gerencia de la Seguridad y Salud en el Trabajo | Medellín | Virtual              |
| Maestría en Actividad Física para la Salud                 | Medellín | Presencial           |
| Especializaciones                                          | Sede     | Modalidad            |
| Salud Pública                                              | Popayán  | Presencial           |
| Gerencia de la Seguridad y Salud en el Trabajo             | Virtual  | Virtual              |
| Gerencia de Mercadeo                                       | Medellín | Presencial - Virtual |
| Alta Gerencia                                              | Virtual  | Virtual              |
| Audiología                                                 | Medellín | Presencial           |
| Atención Integral a la Primera Infancia                    | Virtual  | Virtual              |
| Gerencia y Evaluación de Proyectos                         | Medellín | Presencial           |
| Gerencia Tributaria                                        | Medellín | Presencial           |
| Gerencia del Talento Humano                                | Medellín | Presencial           |
| Psicología del Deporte                                     | Medellín | Presencial - Virtual |
| Ciberseguridad                                             | Medellín | Presencial           |
| Fisioterapia en Neurorehabilitación                        | Medellín | Presencial           |
| Fisioterapia Cardiopulmonar                                | Medellín | Presencial           |
| Fisioterapia del Deporte                                   | Medellín | Presencial           |
| Gerencia de Servicios de Salud                             | Medellín | Presencial - Virtual |
| Actividad Física                                           | Neiva    | Presencial           |
| Transformación Digital                                     | Medellín | Presencial           |

## Centros y entidades adscritas

### IPS María Cano
La IPS Fundación Universitaria María Cano es una institución de salud de primer nivel complejidad, la cual presta los servicios de Fonoaudiología, Audiología, Fisioterapia, Psicología, Nutrición y Dietética, Optometría y Medicina General; además cuenta con laboratorio de Análisis Integrado del Movimiento Humano, con laboratorio de Ayudas Diagnósticas Auditivas y con laboratorio de Análisis Acústico de la Voz. Su sede se localiza en el centro de la ciudad de Medellín y es una institución adscrita a la Fundación Universitaria María Cano.

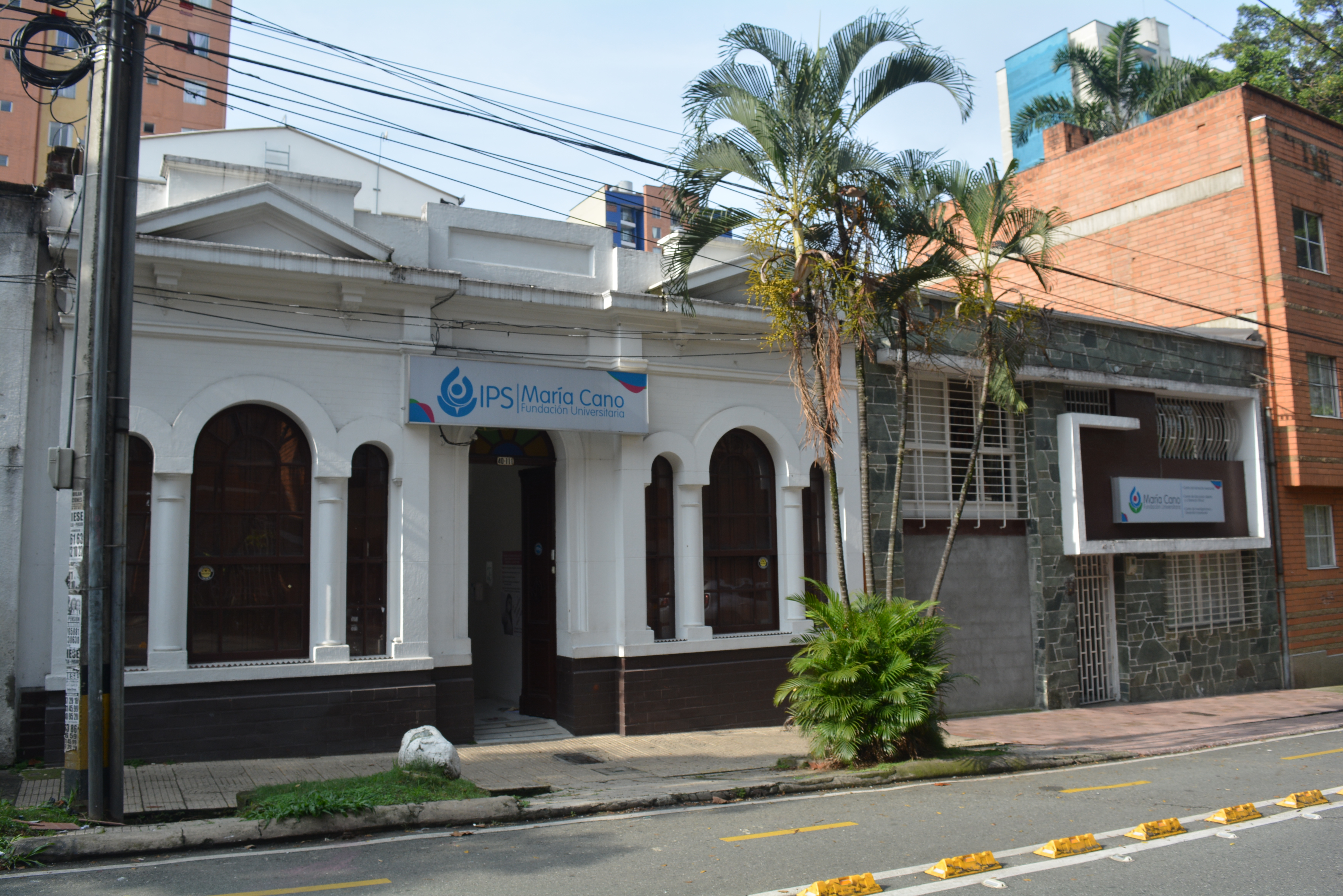
Sede la IPS Fundación Universitaria María Cano en Medellín.

En el segundo semestre de 1994, se planteó la creación de una entidad de salud dentro de la institución educativa donde los estudiantes pudieran realizar sus prácticas de formación, pues inicialmente eran realizadas en entidades ajenas a la Institución. Al comienzo se llamó Centro de Atención Integral a la Comunidad – CAIC – e inicialmente fue un espacio de prácticas de fonoaudiología y posteriormente de fisioterapia, terapia ocupacional y psicología. En el primer semestre de 1995 comenzó el servicio de fonoaudiología en las áreas del lenguaje, voz y habla. En ese mismo año, se expande el servicio de fisioterapia en sus diferentes áreas de desempeño; luego del primer semestre de 1997 abre los servicios de terapia ocupacional y psicología.
En los siguientes años el CAIC sigue creciendo y realiza convenios con otras entidades. En abril de 2003 se hace la solicitud de habilitación como unidad prestadora de servicios de salud, ante la dirección seccional de salud. En el 2005 se realizó la primera visita y una segunda en 2006, lo que luego otorgó la habilitación para la prestación de los servicios como «IPS FUMC» en los servicios de fonoaudiología (Terapia del lenguaje – audiología), fisioterapia, psicología y medicina general, que generó en un cambio de sede, lo cual se dio en el 2008.
En febrero del 2008 la IPS Fundación Universitaria María Cano, se localizaba en la Carrera 80B N. 32 EE 61 del barrio Laureles. Durante el año 2009 la IPS fue trasladada a la Avenida 33 en el barrio Laureles, conservando la habilitación de consulta externa en fisioterapia, fonoaudiología, psicología y medicina general.
A comienzo del año 2010, se presentó el proyecto de cambiar la sede ubicada en la avenida 33 hacia el centro de Medellín con la finalidad de obtener una sede propia y buscar cercanía con los estudiantes, docentes, área administrativa y pacientes en general.
Para lo cual se adquirió una casa en la dirección calle 56 N. 40-111, cerca a la sede de la Institución Educativa, la casa fue modificada y se construyeron cuatro niveles, cumpliendo la normativa vigente. Para el 28 de marzo de 2011 fue entregada la nueva sede, comenzando prestación de servicio el 29 de abril del mismo año, asistiendo a población en general, universitaria y sus familias hasta hoy.
La IPS María Cano presta los servicios de: medicina general, psicología, terapia ocupacional, fisioterapia, fonoaudiología, nutrición y dietética, así como medicina laboral dirigida a la prestación de exámenes de salud ocupacional con evaluación por médico laboral, audiometría y visiometría.[cita requerida]

## Premio María Cano
Es el reconocimiento que entrega la Fundación Universitaria María Cano, cada año, a las personas que pasan por un proceso de evaluación de un jurado, en donde se analizan diferentes aspectos relacionados con el servicio que se presta a la sociedad. Denominado Premio María Cano "Liderazgo con sentido social", fue establecido en el 2017 y exalta a personas o instituciones que trabajen por el bienestar de la comunidad. En el año 2020 se crea la categoría "Vida y Obra" que exalta a personajes de la vida nacional que, con su accionar, se destacan por su servicio social y educativo que aportan al crecimiento de la calidad de vida de la sociedad. 